# Шрамко Марія Петрівна
Марія Петрівна Копчук, у шлюбі Шрамко (нар. 27 липня 1967, Смолдирів Баранівського району Житомирської області) — українсько-ісландська кондитерка, підприємиця й колишня дзюдоїстка. Керівниця Міжнародного кулінарного центру (Ісландія). Членкиня Національної збірної Ісландії з кулінарії. Почесна членкиня Асоціації кухарів України, Сербії, Хорватії, Росії. Суддя та почесна членкиня Всесвітньої асоціації кулінарів WACS. З 2015 р. — в правлінні Українського кулінарного союзу. Золота призерка багатьох міжнародних кулінарних конкурсів. Жінка III тисячоліття у номінації  «Найвищий рейтинг» за найбільший внесок  у розвиток кулінарного та кондитерського мистецтва (2017).

## Біографія
Народилася у працьовитій родині Ганни та Петра Копчуків. З дитинства відзначалася наполегливістю і рішучістю, яку успадкувала від улюбленого дідуся Романюка Івана Гавриловича (1899—1993), захоплювалася спортом та проявляла здібності до малювання.
По завершенню навчання у Смолдирівській середній школі (1984 р.) і невдалої спроби вступу в Іваново-Франківський коледж фізичного виховання, вступила до Алчевського професійно торгово-кулінарного ліцею, який закінчила з відзнакою, не полишаючи мрії реалізувати себе у спорті.
14 років присвятила спортивній кар'єрі. Під час навчання і по завершенню продовжувала займатися спортом (дзюдо), брала участь у спортивних турнірах. Ввійшла в склад збірної з дзюдо Білорусії, переїхавши до м. Мінськ, здобула «чорний пояс». З 1991-го року після отримання травми хребта перейшла на тренерську роботу в школі олімпійського резерву.
Одружена. Має сина Деніса та доньку Дар'ю.

## Кар'єра
Кар'єру кондитерки розпочала в Ісландії, куди переїхала з дітьми вслід за чоловіком. Без знання мови сподіватися на престижну роботу не доводилося, тому розпочинала шлях до вершин кулінарної майстерності з простих робіт у пекарні. Наполегливість, хазяйновитість і творчий підхід до обов'язків не залишилися поза увагою керівництва. За два з половиною роки очолила найбільший в Ісландії кондитерський цех з виготовлення тортів на замовлення.
Навчається в Академії кулінарного мистецтва «Ексклюзив» у Москві (2008), постійно працює над розвитком кулінарної майстерності.
За період з 2009 по 2020 роки пройшла 16 стажувань у Франції у метра карамелі Стефана Клейна.
Дещо іншій версії роботи з карамеллю, а також аерографії, техніці «пастила», «шоколад» навчалася у Стефана Тренда в США.
У 2011—2012 рр. пройшла курс з цукрової пластики (створення квітів з кондитерської пасти) в Англії, в Алана Данна.
У 2013-му — пройшла курс з моделювання та айсінгу в Англії, у Педді Кларка.
З 2019 р. — здобуває ступінь магістра у Київському національному торговельно-економічному університеті — Міжнародний туризм.
Проводить курси та майстер-класи з виготовлення цукрових квітів. Щоб бути у тренді досягнень кулінарного мистецтва, щорічно відвідує дві-три школи і проходить стажування у визнаних кондитерів світового рівня.
Створює ексклюзивні вироби з карамелі, шоколаду. Пастила, марципан, англійська техніка.
З 2014 р.- директор і співвласниця туристичної компанії Topicelandtours (сімейний бізнес).

## Громадська діяльність
Очолює Українську діаспору Ісландії, організовує заходи з популяризації побуту, народної творчості та кухні України. Займається благодійністю, допомагає громаді села, в якому народилася, школі, організовує доброчинні заходи.

## Відзнаки та нагороди
2009 — 2 золоті та 1 срібна медаль на Міжнародному кремлівському кулінарному кубку у Москві
2010 — золота медаль — Кубок світу Villeroy & Boch у Люксембурзі,
2011 — 2 золоті та 1 срібна медаль на Міжнародному кремлівському кулінарному кубку
2011 — Золотий хрест «За видатні досягнення» (Ісландія).
2014 — золота медаль чемпіонату світу з кулінарії в Люксембурзі у складі Національної збірної Ісландії. В особистому заліку — рекорд світового чемпіонату— 3 золотих медалі і одна бронзова.
2015 — Золотий хрест «За видатні досягнення» (Ісландія).
2017 — переможниця олімпійських ігор з кулінарії (Ерфурт, Німеччина). Виступала у складі національної збірної команди Ісландії.
2020 — переможниця олімпійських ігор з кулінарії (Штутгарт. Німеччина).

## У ЗМІ

### Відеоінтерв'ю
- Марія Шрамко створює квіткові композиції з цукрової пасти
- Чемпіонка світу з кондитерського мистецтва Марія Шрамко провела майстер-клас у Львові
- «Я українка, хоча і живу в Ісландії», — звернулася до присутніх Марія Шрамко.
- Мастер-класс по антуриуму от Марии Шрамко
- Церемонія нагородження «Жінка 3-го тисячоліття» (Україна. 2017)

### Публікації
- Квіткова композиція уродженки Житомирської області здобула золоту медаль кулінарної олімпіади в Штутгарті
- Солодка жінка
- МАРІЯ ШРАМКО — «НАЙСОЛОДША ЖІНКА» ІСЛАНДІЇ
- Ми будемо справедливими
- Medal Table for IKA/Culinary Olympics 2020
- Мария Шрамко: «Во всём рукотворном есть частица души создателя…»
- Українка Марія Шрамко — найкращий кондитер Ісландії та чемпіонка світу з кулінарного мистецтва.
- Мария Шрамко создает цветочные композиции из сахарной массы
- Солодкі квіти зі Смолдирева
- Нашого цвіту по всьому світу — Ісландці обожнюють наш борщ", — чемпіон світу з кулінарного мистецтва збірної Ісландії, українка Марія Шрамко поспілкувалася із кореспондентом БукІнфо6
- Курси Марии Шрамко в Минске
- Марія Шрамко -Picuki
- Візитівка BESTCOOK FEST 2019 (Чернівці)
- María Shramko vann tvenn gullverðlaun
- Marta Shramko
- Icelandic Chefs Win Five Golds and One Bronz